# Ligue des champions féminine de l'EHF 2009-2010
Navigation
Ligue des champions 2008-2009 Ligue des champions 2010-2011
La Ligue des Champions 2009-2010 est la 50e édition de la Ligue des champions féminine de l'EHF.
La compétition est remportée par le club danois du Viborg HK qui conserve son titre aux dépens des Roumaines d'Oltchim Râmnicu Vâlcea.

## Qualifications

### Premier tour
Les deux premières équipes de chaque groupe sont qualifiées pour le deuxième tour de qualifications. Les deux équipes classées dernière sont reversées en Coupe de l'EHF.
Groupe A
Le tournoi est organisé par le LC Brühl Handball à Saint-Gall en Suisse :
|   | Équipe              | Pts | J | G | N | P | Bp | Bc | Diff |
| - | ------------------- | --- | - | - | - | - | -- | -- | ---- |
| 1 | LC Brühl Handball   | 4   | 2 | 2 | 0 | 0 | 58 | 49 | 9    |
| 2 | HC Sassari          | 2   | 2 | 1 | 0 | 1 | 58 | 58 | 0    |
| 3 | ŽORK Vrnjačka Banja | 0   | 2 | 0 | 0 | 2 | 50 | 59 | -9   |

- 4 septembre 2009, Sassari – Brühl 28–29, Rapport
- 5 septembre 2009, Vrnjačka Banja – Sassari 29–30, Rapport
- 6 septembre 2009, Brühl – Vrnjačka Banja 29–21, Rapport

Groupe B
Le tournoi est organisé par le Maliye Milli Piyango SK à Ankara en Turquie :
|   | Équipe                  | Pts | J | G | N | P | Bp | Bc | Diff |
| - | ----------------------- | --- | - | - | - | - | -- | -- | ---- |
| 1 | Maliye Milli Piyango SK | 4   | 2 | 2 | 0 | 0 | 58 | 53 | 5    |
| 2 | VOC Amsterdam           | 2   | 2 | 1 | 0 | 1 | 55 | 50 | 5    |
| 3 | Madeira Andebol SAD     | 0   | 2 | 0 | 0 | 2 | 53 | 63 | -10  |

- 4 septembre 2009, Amsterdam – Milli Piyango 23–27, Rapport
- 5 septembre 2009, Madeira – Amsterdam 23–32, Rapport
- 6 septembre 2009, Milli Piyango – Madeira 31–30, Rapport

### Deuxième tour
La première équipe de chaque groupe est qualifiée pour les phases de groupes. Les autres équipes sont reversées en Coupe de l'EHF.
Groupe 1
Le tournoi est organisé par le MKS Lublin à Lublin en Pologne : 
|   | Équipe                    | Pts | J | G | N | P | Bp  | Bc  | Diff |
| - | ------------------------- | --- | - | - | - | - | --- | --- | ---- |
| 1 | Byåsen HE                 | 6   | 3 | 3 | 0 | 0 | 115 | 62  | 53   |
| 2 | MKS Lublin                | 4   | 3 | 2 | 0 | 1 | 92  | 75  | 17   |
| 3 | CS Rulmentul-Urban Brașov | 2   | 3 | 1 | 0 | 2 | 90  | 108 | -18  |
| 4 | HC Sassari                | 0   | 3 | 0 | 0 | 3 | 79  | 131 | -52  |

- 2 octobre 2009
  - Brașov – Lublin 24–30, Rapport
  - Byåsen – Sassari 45–20, Rapport
- 3 octobre 2009
  - Sassari – Brașov 37–43, Rapport
  - Lublin – Byåsen 19–29, Rapport
- 4 octobre 2009
  - Brașov – Byåsen 23–41, Rapport
  - Lublin – Sassari 43–22, Rapport

Groupe 2
Le tournoi est organisé par le ŠKP Bratislava à Partizánske en Slovaquie : 
|   | Équipe                | Pts | J | G | N | P | Bp  | Bc | Diff |
| - | --------------------- | --- | - | - | - | - | --- | -- | ---- |
| 1 | Zvezda Zvenigorod     | 6   | 3 | 3 | 0 | 0 | 102 | 57 | 45   |
| 2 | RK Olimpija Ljubljana | 4   | 3 | 2 | 0 | 1 | 79  | 85 | -6   |
| 3 | ŠKP Bratislava        | 2   | 3 | 1 | 0 | 2 | 72  | 86 | -14  |
| 4 | VOC Amsterdam         | 0   | 3 | 0 | 0 | 3 | 74  | 99 | -25  |

- 2 octobre 2009
  - Zvezda – Bratislava 33–21, Rapport
  - Olimpija – Amsterdam 33–31, Rapport
- 3 octobre 2009
  - Amsterdam – Zvezda 18–39, Rapport
  - Bratislava – Olimpija 24–28, Rapport
- 4 octobre 2009
  - Zvezda – Olimpija 30–18, Rapport
  - Bratislava – Amsterdam 27–25, Rapport

Groupe 3
Le tournoi est organisé par le Sparta Kryvy Rih à Oujhorod en Ukraine : 
|   | Équipe            | Pts | J | G | N | P | Bp | Bc | Diff |
| - | ----------------- | --- | - | - | - | - | -- | -- | ---- |
| 1 | FC Copenhague     | 6   | 3 | 3 | 0 | 0 | 96 | 55 | 41   |
| 2 | FTC Budapest      | 4   | 3 | 2 | 0 | 1 | 81 | 76 | 5    |
| 3 | Sparta Kryvy Rih  | 2   | 3 | 1 | 0 | 2 | 70 | 79 | -9   |
| 4 | LC Brühl Handball | 0   | 3 | 0 | 0 | 3 | 61 | 98 | -37  |

- 2 octobre 2009
  - FTC – Kryvy Rih 27–24, Rapport
  - Copenhague – Brühl 34–19, Rapport
- 3 octobre 2009
  - Brühl – FTC 21–34, Rapport
  - Kryvy Rih – Copenhague 16–31, Rapport
- 4 octobre 2009
  - FTC – Copenhague 20–31, Rapport
  - Kryvy Rih – Brühl 30–21, Rapport

Groupe 4
Le tournoi est organisé par le Aalborg DH à Aalborg au Danemark : 
|   | Équipe                  | Pts | J | G | N | P | Bp  | Bc  | Diff |
| - | ----------------------- | --- | - | - | - | - | --- | --- | ---- |
| 1 | Aalborg DH              | 6   | 3 | 3 | 0 | 0 | 107 | 69  | 38   |
| 2 | Balonmano Parc Sagunt   | 4   | 3 | 2 | 0 | 1 | 91  | 77  | 14   |
| 3 | AC Ormi-Loux Patras     | 2   | 3 | 1 | 0 | 2 | 66  | 102 | -36  |
| 4 | Maliye Milli Piyango SK | 0   | 3 | 0 | 0 | 3 | 74  | 90  | -16  |

- 2 octobre 2009
  - Sagunto – Milli Piyango 28–25, Rapport
  - Aalborg – Ormi Patras 40–19, Rapport
- 3 octobre 2009
  - Ormi Patras – Sagunto 21–37, Rapport
  - Milli Piyango – Aalborg 24–36, Rapport
- 4 octobre 2009
  - Ormi Patras – Milli Piyango 26–25, Rapport
  - Aalborg – Sagunto 31–26, Rapport

## Phase de groupes
Les deux premières équipes de chaque groupe sont qualifiées pour le tour principal, les équipes classées 3e sont reversées en Coupe des vainqueurs de coupe et les équipes classées 3e sont éliminées.
Groupe A
|   | Équipe          | Pts | J | G | N | P | Bp  | Bc  | Diff |
| - | --------------- | --- | - | - | - | - | --- | --- | ---- |
| 1 | Viborg HK       | 9   | 6 | 4 | 1 | 1 | 171 | 143 | 28   |
| 2 | HC Leipzig      | 7   | 6 | 3 | 1 | 2 | 154 | 158 | -4   |
| 3 | Byåsen HE       | 4   | 6 | 2 | 0 | 4 | 153 | 157 | -4   |
| 4 | Podravka Vegeta | 4   | 6 | 2 | 0 | 4 | 172 | 192 | -20  |

- 24 octobre 2009, Byåsen – Viborg 21–26, Rapport
- 25 octobre 2009, Leipzig – Podravka 35–32, Rapport
- 31 octobre 2009, Podravka – Byåsen 32–31, Rapport
- 31 octobre 2009, Viborg – Leipzig 33–23, Rapport
- 8 novembre 2009, Podravka – Viborg 31–27, Rapport
- 8 novembre 2009, Byåsen – Leipzig 23–22, Rapport
- 14 novembre 2009, Leipzig – Viborg 20–20, Rapport
- 15 novembre 2009, Byåsen – Podravka 34–23, Rapport
- 9 janvier 2010, Viborg – Byåsen 29–22, Rapport
- 9 janvier 2010, Podravka – Leipzig 28–29, Rapport
- 16 janvier 2010, Viborg – Podravka 36–26, Rapport
- 17 janvier 2010, Leipzig – Byåsen 25–22, Rapport

Groupe B
|   | Équipe                | Pts | J | G | N | P | Bp  | Bc  | Diff |
| - | --------------------- | --- | - | - | - | - | --- | --- | ---- |
| 1 | Krim                  | 10  | 6 | 5 | 0 | 0 | 201 | 168 | 33   |
| 2 | Hypo Niederösterreich | 6-1 | 6 | 3 | 1 | 2 | 168 | 168 | 0    |
| 3 | Metz Handball         | 5   | 6 | 2 | 1 | 3 | 163 | 174 | -11  |
| 4 | Aalborg DH            | 2   | 6 | 1 | 0 | 5 | 156 | 178 | -22  |

- 24 octobre 2009, Metz – Krim 30–37, Rapport
- 25 octobre 2009, Aalborg – Hypo 30–36, Rapport
- 29 octobre 2009, Hypo – Metz[NB 1] 27–27, Rapport
- 31 octobre 2009, Krim – Aalborg 30–23, Rapport
- 8 novembre 2009, Aalborg – Metz 31–24, Rapport
- 8 novembre 2009, Krim – Hypo 35–24, Rapport
- 14 novembre 2009, Metz – Hypo 28–26, Rapport
- 15 novembre 2009, Aalborg – Krim 32–38, Rapport
- 9 janvier 2009, Hypo – Aalborg 27–22, Rapport
- 9 janvier 2009, Krim – Metz 35–31, Rapport
- 15 janvier 2009, Metz – Aalborg 23–18, Rapport
- 15 janvier 2009, Hypo – Krim 28–26, Rapport

Groupe C
|   | Équipe                 | Pts | J | G | N | P | Bp  | Bc  | Diff |
| - | ---------------------- | --- | - | - | - | - | --- | --- | ---- |
| 1 | Oltchim Râmnicu Vâlcea | 8   | 6 | 4 | 0 | 2 | 159 | 152 | 7    |
| 2 | Győri ETO KC           | 8   | 6 | 4 | 0 | 2 | 153 | 149 | 4    |
| 3 | Zvezda Zvenigorod      | 5   | 6 | 2 | 1 | 3 | 161 | 169 | -8   |
| 4 | SD Itxako              | 3   | 6 | 1 | 1 | 4 | 148 | 151 | -3   |

- 24 octobre 2009, Itxako – Vâlcea 24–27, Rapport
- 25 octobre 2009, Zvezda – Győr 34–29, Rapport
- 1 novembre 2009, Győr – Itxako 29–28, Rapport
- 1 novembre 2009, Vâlcea – Zvezda 31–27, Rapport
- 7 novembre 2009, Zvezda – Itxako 25–25, Rapport
- 8 novembre 2009, Vâlcea – Győr 26–22, Rapport
- 14 novembre 2009, Zvezda – Vâlcea 27–26, Rapport
- 14 novembre 2009, Itxako – Győr 14–20, Rapport
- 10 janvier 2010, Győr – Zvezda 27–25, Rapport
- 10 janvier 2010, Vâlcea – Itxako 27–26, Rapport
- 16 janvier 2010, Itxako – Zvezda 31–23, Rapport
- 17 janvier 2010, Győr – Vâlcea 26–22, Rapport

Groupe D
|   | Équipe              | Pts | J | G | N | P | Bp  | Bc  | Diff |
| - | ------------------- | --- | - | - | - | - | --- | --- | ---- |
| 1 | Larvik HK           | 8   | 6 | 4 | 0 | 2 | 147 | 137 | 10   |
| 2 | Dinamo Volgograd    | 7   | 6 | 3 | 1 | 2 | 147 | 130 | 17   |
| 3 | Buducnost Podgorica | 5   | 6 | 2 | 1 | 3 | 138 | 155 | -17  |
| 4 | FC Copenhague       | 4   | 6 | 2 | 0 | 4 | 140 | 150 | -10  |

- 24 octobre 2009, Budućnost – Larvik 23–27, Podgorica+-+Larvik+HK Rapport
- 25 octobre 2009, Copenhague – Dinamo 24–23, Rapport
- 31 octobre 2009, Larvik – Copenhague 31–26, Rapport
- 1 novembre 2009, Dinamo – Budućnost 31–18, Podgorica Rapport
- 8 novembre 2009, Copenhague – Budućnost 22–25, Podgorica Rapport
- 8 novembre 2009, Larvik – Dinamo 18–17, Rapport
- 14 novembre 2009, Budućnost – Dinamo 24–24, Podgorica+-+HC+Dinamo Rapport
- 15 novembre 2009, Copenhague – Larvik 23–19, Rapport
- 9 janvier 2010, Dinamo – Copenhague 26–23, Rapport
- 10 janvier 2010, Larvik – Budućnost 29–22, Podgorica Rapport
- 16 janvier 2010, Dinamo – Larvik 26–23, Rapport
- 16 janvier 2010, Budućnost – Copenhague 26–22, Podgorica+-+FCK+Handbold+A/C Rapport

## Tour principal
Groupe 1
|   | Équipe         | Pts | J | G | N | P | Bp  | Bc  | Diff |
| - | -------------- | --- | - | - | - | - | --- | --- | ---- |
| 1 | Larvik HK      | 10  | 6 | 5 | 0 | 1 | 170 | 149 | 21   |
| 2 | Győri ETO KC   | 9   | 6 | 4 | 1 | 1 | 157 | 139 | 18   |
| 3 | Krim Ljubljana | 5   | 6 | 2 | 1 | 3 | 163 | 166 | -3   |
| 4 | HC Leipzig     | 0   | 6 | 0 | 0 | 6 | 134 | 170 | -36  |

- 6 février 2010, Győr – Krim 25–23, Rapport
- 7 février 2010, Leipzig – Larvik 20–23, Rapport
- 13 février 2010, Larvik – Győr 29–27, Rapport
- 13 février 2010, Krim – Leipzig 32–26, Rapport
- 19 février 2010, Krim – Larvik 30–34, Rapport
- 21 février 2010, Leipzig – Győr 21–23, Rapport
- 6 mars 2010, Győr – Larvik 28–23, Rapport
- 7 mars 2010, Leipzig – Krim 27–31, Rapport
- 13–14 mars 2010, Larvik – Leipzig 31–21, Rapport
- 13 mars 2010, Krim – Győr 24–24, Rapport
- 20 mars 2010, Larvik – Krim 30–23, Rapport
- 21 mars 2010, Győr – Leipzig 30–19, Rapport

Groupe 2
|   | Équipe                 | Pts | J | G | N | P | Bp  | Bc  | Diff |
| - | ---------------------- | --- | - | - | - | - | --- | --- | ---- |
| 1 | Oltchim Râmnicu Vâlcea | 9   | 6 | 4 | 1 | 1 | 178 | 168 | 10   |
| 2 | Viborg HK              | 8   | 6 | 4 | 0 | 2 | 190 | 171 | 19   |
| 3 | Hypo Niederösterreich  | 4   | 6 | 2 | 0 | 4 | 163 | 182 | -19  |
| 4 | HC Dinamo Volgograd    | 3   | 6 | 1 | 1 | 4 | 166 | 176 | -10  |

- 6 février 2010, Dinamo – Viborg 29–30, Rapport
- 6 février 2010, Hypo – Vâlcea 26–31, Rapport
- 13 février 2010, Viborg – Hypo 35–26, Rapport
- 14 février 2010, Vâlcea – Dinamo 30–24, Rapport
- 20 février 2010, Dinamo – Hypo 27–21, Rapport
- 21 février 2010, Vâlcea – Viborg 27–26, Rapport
- 6 mars 2010, Dinamo – Vâlcea 32–32, Rapport
- 6 mars 2010, Hypo – Viborg 35–31, Rapport
- 13 mars 2010, Viborg – Dinamo 35–28, Rapport
- 14 mars 2010, Vâlcea – Hypo 32–27, Rapport
- 19 mars 2010, Hypo – Dinamo 28–26, Rapport
- 20 mars 2010, Viborg – Vâlcea 33–26, Rapport

## Phase finale
|  | Demi-finales   | Demi-finales   | Demi-finales   | Demi-finales   |           |           | Finale | Finale | Finale | Finale |
|  |                |                |                |                |           |           |        |        |        |        |
|  |                |                |                |                |           |           |        |        |        |        |
|  | Viborg HK      | Viborg HK      | 27             | 26             |           |           |        |        |        |        |
|  | Viborg HK      | Viborg HK      | 27             | 26             |           |           |        |        |        |        |
|  | Győri ETO KC   | Győri ETO KC   | 21             | 27             |           |           |        |        |        |        |
|  | Győri ETO KC   | Győri ETO KC   | 21             | 27             | Viborg HK | Viborg HK | 28     | 32     |        |        |
|  |                |                |                |                | Viborg HK | Viborg HK | 28     | 32     |        |        |
|  |                |                | Oltchim Vâlcea | Oltchim Vâlcea | 21        | 31        |        |        |        |        |
|  | Larvik HK      | Larvik HK      | Oltchim Vâlcea | Oltchim Vâlcea | 21        | 31        | 25     | 20     |        |        |
|  | Larvik HK      | Larvik HK      |                |                |           |           |        | 20     |        |        |
|  | Oltchim Vâlcea | Oltchim Vâlcea | 25             | 24             |           |           |        |        |        |        |
|  | Oltchim Vâlcea | Oltchim Vâlcea | 25             | 24             |           |           |        |        |        |        |

### Demi-finales
| 10 avril 2010 21h15 | Viborg HK                   | 27–21   | Larvik HK            | Viborg Stadionhal, Viborg Affluence : 2 400 Arbitrage : Raluy, Sabroso |
| 10 avril 2010 21h15 | Henriette Rønde Mikkelsen 6 | (13–13) | Linn Jørum Sulland 8 | Viborg Stadionhal, Viborg Affluence : 2 400 Arbitrage : Raluy, Sabroso |
| 10 avril 2010 21h15 | ×3                          | Rapport | ×2                   | Viborg Stadionhal, Viborg Affluence : 2 400 Arbitrage : Raluy, Sabroso |

| 17 avril 2010 14h45 | Larvik HK      | 27–26   | Viborg HK   | Arena Larvik, Larvik Affluence : 2 500 Arbitrage : Hakansson, Nilsson |
| 17 avril 2010 14h45 | Anja Althaus 7 | (10–13) | Nora Mørk 8 | Arena Larvik, Larvik Affluence : 2 500 Arbitrage : Hakansson, Nilsson |
| 17 avril 2010 14h45 | ×3 ×2          | Rapport | ×1 ×6       | Arena Larvik, Larvik Affluence : 2 500 Arbitrage : Hakansson, Nilsson |

Le Viborg HK est qualifié avec un total de 53 à 48.
| 11 avril 2010 17h15 | Győri ETO KC     | 25–25   | Oltchim Vâlcea  | Magvassy Mihály Sports Hall, Győr Affluence : 2 800 Arbitrage : Lazaar, Reveret |
| 11 avril 2010 17h15 | Eduarda Amorim 6 | (14–15) | Iulia Pușcașu 5 | Magvassy Mihály Sports Hall, Győr Affluence : 2 800 Arbitrage : Lazaar, Reveret |
| 11 avril 2010 17h15 | ×3 ×2            | Rapport | ×3              | Magvassy Mihály Sports Hall, Győr Affluence : 2 800 Arbitrage : Lazaar, Reveret |

| 18 avril 2010 17h15 | Oltchim Vâlcea            | 24–20   | Győri ETO KC    | Sala Sporturilor Traian, Râmnicu Vâlcea Affluence : 3 000 Arbitrage : Pedersen, Mortensen |
| 18 avril 2010 17h15 | Adriana Nechita-Olteanu 7 | (11–10) | Anita Görbicz 6 | Sala Sporturilor Traian, Râmnicu Vâlcea Affluence : 3 000 Arbitrage : Pedersen, Mortensen |
| 18 avril 2010 17h15 | ×3 ×4                     | Rapport | ×3              | Sala Sporturilor Traian, Râmnicu Vâlcea Affluence : 3 000 Arbitrage : Pedersen, Mortensen |

Le Oltchim Vâlcea est qualifié avec un total de 49 à 45.

### Finale
| 8 mai 2010 16h15 | Viborg HK        | 28–21   | Oltchim Râmnicu Vâlcea | Messecenter Herning, Herning Affluence : 4 000 Arbitrage : Nikolic, Stojkovic |
| 8 mai 2010 16h15 | Bojana Popović 9 | (14–11) | Neagu, Stanca 6        | Messecenter Herning, Herning Affluence : 4 000 Arbitrage : Nikolic, Stojkovic |
| 8 mai 2010 16h15 | ×3 ×8 ×1         | Rapport | ×3 ×5                  | Messecenter Herning, Herning Affluence : 4 000 Arbitrage : Nikolic, Stojkovic |

- Viborg HK : Bralo, Lunde – Popović (9), Vărzaru (6), Jurack  (5), Skov  (3), Althaus   (2), Rønde Mikkelsen (2), Lunde-Borgersen      (1), Aaen, Aćimović   , Ahlm, Möller, Reiche, Thorius
- Oltchim Râmnicu Vâlcea : Tolnai, Ungureanu – Neagu  (6), Stanca  (6), Lecușanu (3), Nechita (3), Maier (1), Puscasu (1), Vizitiu  (1), Bese , Fiera, Luca , Manea  , Chymkoute

| 15 mai 2010 20h45 | Oltchim Râmnicu Vâlcea  | 31–32   | Viborg HK      | Sala Polivalentă, Bucarest Affluence : 4 700 Arbitrage : Dentz, Reibel |
| 15 mai 2010 20h45 | Anastasiya Pidpalova 10 | (15–16) | Grit Jurack 11 | Sala Polivalentă, Bucarest Affluence : 4 700 Arbitrage : Dentz, Reibel |
| 15 mai 2010 20h45 | ×3 ×4                   | Rapport | ×3 ×7          | Sala Polivalentă, Bucarest Affluence : 4 700 Arbitrage : Dentz, Reibel |

- Oltchim Râmnicu Vâlcea : Tolnai, Ungureanu – Pidpalova  (7), Neagu  (6), Maier (4), Ardean Elisei  (3), Bese (2), Manea (2), Nechita (2), Stanca   (2), Vizitiu  (2), Lecușanu (1), Luca , Puscasu
- Viborg HK : Bralo, Lunde – Jurack  (11), Vărzaru (6), Popović (5), Althaus   (4), Lunde-Borgersen (2), Skov   (2), Aaen (1), Rønde Mikkelsen    (1), Aćimović  , Ahlm, Möller, Reiche

## Les championnes d'Europe
| Championne d'Europe - Ligue des Champions 2009-2010 Viborg HK 3e titre |

L'ffectif du Viborg HK était : Bojana Popović, Cristina Vărzaru, Grit Jurack, Rikke Skov, Anja Althaus, Henriette Rønde Mikkelsen, Kristine Lunde-Borgersen, Gitte Aaen, Gorica Aćimović, Johanna Ahlm, Katarina Bralo, Katrine Lunde, Dianne Möller, Nora Reiche, Linne Thorius, Olga Assink, Karen Smidt, Lene Lund Nielsen, Maja Torp et Mónika Kovacsicz.

## Statistiques
Les meilleures marqueuses sont :
| Rang | Joueuse                 | Club                      | Buts | Matchs | Moy. |
| ---- | ----------------------- | ------------------------- | ---- | ------ | ---- |
| 1    | Cristina Vărzaru        | Viborg HK                 | 101  | 16     | 6,3  |
| 2    | Alexandra do Nascimento | Hypo Niederösterreich     | 98   | 12     | 8,2  |
| 3    | Anna Kochetova          | HC Dinamo Volgograd       | 84   | 12     | 7,0  |
| 3    | Bojana Popović          | Viborg HK                 | 84   | 16     | 5,3  |
| 5    | Heidi Løke              | Larvik HK                 | 80   | 14     | 5,7  |
| 6    | Rikke Skov              | Viborg HK                 | 73   | 15     | 4,9  |
| 7    | Linn Jørum Sulland      | Larvik HK                 | 68   | 10     | 6,8  |
| 8    | Andrea Lekić            | RK Krim                   | 66   | 11     | 6,0  |
| 9    | Olga Levina             | HC Dinamo Volgograd       | 65   | 12     | 5,4  |
| 9    | Cristina Neagu          | CS Oltchim Râmnicu Vâlcea | 65   | 13     | 5,0  |